# Таймшит
Таймшит, тайм-шит (англ. timesheet, time sheet — «часовий аркуш») — бланк особливої форми, на якому в хронологічному порядку здійснено облік часу стоянки судна в порту та розрахунок часу, витраченого на завантаження чи вивантаження.

У таймшиті вказуються також розмір премії власнику вантажу за дострокове закінчення робіт, або розмір штрафу за перевитрату часу і затримку судна.